# Charles Hawes
Charles Hawes (24 de janeiro de 1889 — 16 de julho de 1923) foi um escritor estadunidense postumamente premiado com a Medalha Newbery de 1924 por The Dark Frigate (1923). Outro de seus livros, The Great Quest (1921) recebeu a menção Newbery Honor em 1922.
Ele morreu repentinamente aos 34 anos, depois que apenas dois de seus cinco livros foram publicados. Ele foi o primeiro vencedor nascido nos Estados Unidos da Medalha Newbery, reconhecendo seu terceiro romance The Dark Fragate (1923) como o melhor livro infantil americano do ano. Revendo o Hawes Memorial Prize Contest em 1925, o The New York Times observou que "suas histórias de aventuras no mar fizeram com que ele fosse comparado com Stevenson, Dana e Melville".

## Trabalhos
- The Mutineers: a tale of old days at sea and of adventures in the Far East as Benjamin Lathrop set it down some sixty years ago (Atlantic Monthly Press, 1920), ilustrado por George Edmund Varian (Little, Brown, 1919 or 1920)
- The Great Quest; a romance of 1826, wherein are recorded the experiences of Josiah Woods of Topham, and of those others with whom he sailed for Cuba and the Gulf of Guinea (Atlantic Monthly Press, 1921) (Little, Brown, 1921)
- Gloucester, by Land and Sea; the story of a New England seacoast town (Little, Brown, July 1923), ilustrado por Lester G. Hornby — publicada dois dias após sua morte
- The Dark Frigate; wherein is told the story of Philip Marsham who lived in the time of King Charles and was bred a sailor but came home to England after many hazards by sea and land and fought for the King at Newbury and lost a great inheritance and departed for Barbados in the same ship, by curious chance, in which he had long before adventured with the pirates (Atlantic Monthly Press, October 1923) (Little, Brown, 1923)
- "The Story of the Ship "Globe" of Nantucket", The Atlantic Monthly (December 1923): 769–79

- "A Boy Who Went Whaling", The Atlantic Monthly 133:6 (June 1924): 797–805
- Whaling (Doubleday, Page, 1924) — "Concluído após a morte do autor por sua esposa."

## Prêmios
- Medalha Newbery póstuma (1924)